# 5020 Asimov
5020 Asimov è un asteroide scoperto il 2 marzo 1981 dall'astronomo statunitense Schelte J. Bus e dedicato all'autore Isaac Asimov per i molti anni passati nel Mensa.
La sua designazione provvisoria, vista la data della scoperta, era 1981 EX19.
Si trova a una distanza media di 322.225.116 km (circa 15 minuti luce) dal Sole. A causa della sua orbita ellittica questa distanza può variare dai 253.598.529 ai 390.854.694 km. La sua posizione è quasi sempre compresa tra l'orbita di Marte e l'orbita di Giove, all'interno di un volume di spazio conosciuto come cintura asteroidale principale.
Impiega 1154,65 giorni, poco meno di 4 anni, per compiere una rivoluzione completa. La sua orbita non è allineata con l'eclittica (ovvero il piano che passa per l'equatore solare e dove si trovano, con buona approssimazione, tutti i pianeti del nostro sistema), e forma con essa un angolo di 1,098 gradi (per confronto l'orbita terrestre è inclinata di 0,00005 gradi). Mediamente la magnitudine apparente è di 9,4, risultando visibile solo con un buon binocolo.